# دلتا اسکنه
دلتا اسکنه یک ستاره است که در صورت فلکی اسکنه قرار دارد.